# Herman Haga
Herman Haga (Oldeboorn, 24 januari 1852 - Zeist, 11 september 1936) was een Nederlands natuurkundige.

## Loopbaan
Haga studeerde van 1871 tot 1876 natuurkunde aan de Rijksuniversiteit Leiden. Hij promoveerde op het proefschrift Over de absorptie van stralende warmte door waterdamp bij P.L. Rijke. Van 1886 tot 1921 was hij hoogleraar in de natuurkunde aan de Rijksuniversiteit Groningen, waar hij een natuurkundig laboratorium liet bouwen. Hij verrichtte onderzoek naar de geleverde elektrische spanning van het Weston-normaalelement - dat leidde tot de definitie van de volt - en met Cornelis Wind naar de verstrooiing van röntgenstraling aan kristalroosters waarmee het golfkarakter van deze straling werd aangetoond.
Haga was een van de oprichters van de Nederlandse Natuurkundige Vereniging.